# 1-я Промышленная улица (Владикавказ)
1-я Промышленная улица — улица во Владикавказе, Северная Осетия, Россия. Находится в Промышленном муниципальном округе. Начинается от железной дороги, идёт на восток параллельно улице Пожарского и пересекает Черменское шоссе.

## История
Улица образовалась во второй половине XX века.
30 сентября 1958 года решением Исполкома Орджоникидзевского Городского Совета депутатов трудящихся (протокол № 22, § 426, п. «а») новая улица в промышленной зоне города получила наименование 1-я Промышленная улица: «Уличный проезд, проходящий между базами треста строительства и стройматериалов и треста Севосетинстрой, наименовать улицей 1-я Промышленная».